# Corrado Sanguineti
Corrado Sanguineti (* 7. listopadu 1964 Milán) je italský římskokatolický duchovní a biskup Pavie.

## Život
Narodil se 7. listopadu 1964 v Milánu.
Vstoupil do kněžského semináře v Chiavari. Teologické vzdělání získal na Teologické fakultě severní Itálie. Dne 30. srpna 1988 byl biskupem Danielem Ferrarim vysvěcen na kněze a inkardinován do diecéze Chiavari. Po vysvěcení získal na Papežském biblickém institutu v Římě licenciát z biblistiky a na Papežské univerzitě Svatého Kříže doktorát. Stal se farním vikářem u San Giuseppe di Piani v Ri a poté u San Lorenzo v Borzonasca.
Byl zodpovědný za pastoraci mládeže v diecézi. Od roku 2000 byl členem pastorační rady. Roku 2005 se stal pro-generálním vikářem a profesorem na Institutu náboženských studií Mater Ecclasiae v Chiavari. Vykonával další pastorační činnosti ve farnostech a od 1. listopadu 2013 také činnost probošta.
Dne 16. listopadu 2015 jej papež František jmenoval biskupem Pavie. Biskupské svěcení přijal 9. ledna následujícího roku z rukou kardinála Angela Bagnasco a spolusvětiteli byli biskup Alberto Tanasini a biskup Giovanni Giudici. Dne 24. ledna byl slavnostně uveden do úřadu.